# Super Bowl XV
Super Bowl XV var den 15. udgave af Super Bowl, finalen i den amerikanske football-liga NFL. Kampen blev spillet 25. januar 1981 i Louisiana Superdome i New Orleans og stod mellem Oakland Raiders og Philadelphia Eagles. Raiders vandt 35-10 og tog dermed holdets anden Super Bowl sejr.
Kampens MVP (mest værdifulde spiller) blev Raiders quarterback Jim Plunkett.
| NFL | Spire Denne artikel om NFL er en spire som bør udbygges. Du er velkommen til at hjælpe Wikipedia ved at udvide den. |